# Diocesi di Aureliopoli di Asia
La diocesi di Aureliopoli di Asia (in latino: Dioecesis Aureliopolitana in Asia) è una sede soppressa del patriarcato di Costantinopoli e una sede titolare della Chiesa cattolica.

## Storia
Aureliopoli di Asia, identificabile con Freneli nell'odierna Turchia, è un'antica sede episcopale della provincia romana di Asia nella diocesi civile omonima. Faceva parte del patriarcato di Costantinopoli ed era suffraganea dell'arcidiocesi di Efeso.
La diocesi è menzionata nelle Notitiae Episcopatuum del patriarcato dal VII al XII secolo; nell'ultima Notitia, la sede di Aureliopoli di Asia è unita a quella di Peribolo. Tuttavia, di questa diocesi non è noto alcun vescovo per il primo millennio e nessuno di essi prese parte ai concili ecumenici dell'antichità; unico vescovo noto è Giorgio, che figura tra i vescovi che parteciparono al sinodo provinciale efesino nel 1230.
La sede è sconosciuta a Michel Le Quien, nella sua opera Oriens christianus. L'autore riferisce di una sede di Valentinianopoli, documentata nel concilio di Calcedonia con il nome di Auliokome, che secondo Le Quien potrebbe essere una grafia deformata per Aureliokome, ossia Aureliopoli. Di questa diocesi, ignota alle Notitiae Episcopatuum, sono documentati due vescovi: Eusebio, menzionato da Palladio nei «Dialoghi sulla vita di San Giovanni Crisostomo» tra il 400 e il 401; e Tommaso, che prese parte al concilio di Efeso nel 431, al sinodo del 448 convocato a Costantinopoli dal patriarca Flaviano per condannare Eutiche, e al concilio di Calcedonia nel 451. Sia Destephen che Culerrier non accennano a nessuna identificazione tra Valentinianopoli/Auliokome con Aureliopoli.
Dal 1933 Aureliopoli di Asia è annoverata tra le sedi vescovili titolari della Chiesa cattolica; la sede è vacante dal 6 aprile 1968. Il suo ultimo titolare è stato Alfonso Uribe Jaramillo, vescovo ausiliare di Cartagena in Colombia.

## Cronotassi

### Vescovi greci
- Giorgio † (menzionato nel 1230)

### Vescovi titolari
Catholic Hierarchy attribuisce a questa sede titolare una serie di vescovi del XVII e XVIII secolo, che probabilmente appartengono all'omonima diocesi della Lidia. Infatti gli Annuari Pontifici dell'Ottocento e gli Annuaire Pontifical Catholique conoscono solo la sede di Aureliopoli di Lidia; inoltre, secondo Eubel, Mateusz Lipski, nominato nel 1823, succedette sulla sede di Aureliopoli di Lidia a Antonio Maria Ambiveri, l'ultimo della serie dei vescovi che Catholic hierarchy assegna a Aureliopoli di Asia. Per questi motivi si è preferito tenere unita la cronotassi nella voce di Aureliopoli di Lidia.
- Nicola Canino † (11 aprile 1951 - 15 maggio 1962 deceduto)
- Beniamino Nardone † (28 agosto 1962 - 19 febbraio 1963 deceduto)
- Alfonso Uribe Jaramillo † (25 giugno 1963 - 6 aprile 1968 nominato vescovo di Sonsón-Rionegro)